# Pierfranco Vianelli
Pour les articles homonymes, voir Vianelli.
Pierfranco Vianelli (né le 20 octobre 1946 à Provaglio d'Iseo, dans la province de Brescia, en Lombardie) est un coureur cycliste italien. Il a notamment été champion olympique sur route lors des Jeux olympiques de 1968.

## Palmarès et résultats

### Palmarès amateur
- 1965
  -  Champion d'Italie sur route juniors
- 1967
  - Gran Premio Palio del Recioto
  - Gran Premio San Gottardo
  - Trofeo Poggiridenti
  - Gran Premio Ezio Del Rosso
  - 2e de Rho-Macugnaga
- 1968
  -  Champion olympique de la course en ligne
  - Wartenberg Rundfahrt
  - Giro delle Antiche Romagne :
    - Classement général
    - 2e étape

  - Tour de la Vallée d'Aoste :
    - Classement général
    - 1re et 2e étapes

  - 2e du Gran Premio della Liberazione
  -  Médaillé de bronze du contre-la-montre par équipes des Jeux olympiques

### Palmarès professionnel
- 1969
  - 7e du Tour de France
- 1970
  - 2e du Tour des Apennins
- 1971
  - 17e étape du Tour d'Italie
  - 5e du Tour d'Italie

### Résultats sur les grands tours

#### Tour de France
1 participation 
- 1969 : 7e

#### Tour d'Italie
4 participations
- 1970 : 22e
- 1971 : 5e, vainqueur de la 17e étape, prix Cima Coppi
- 1972 : 49e
- 1973 : 88e